# MakSim

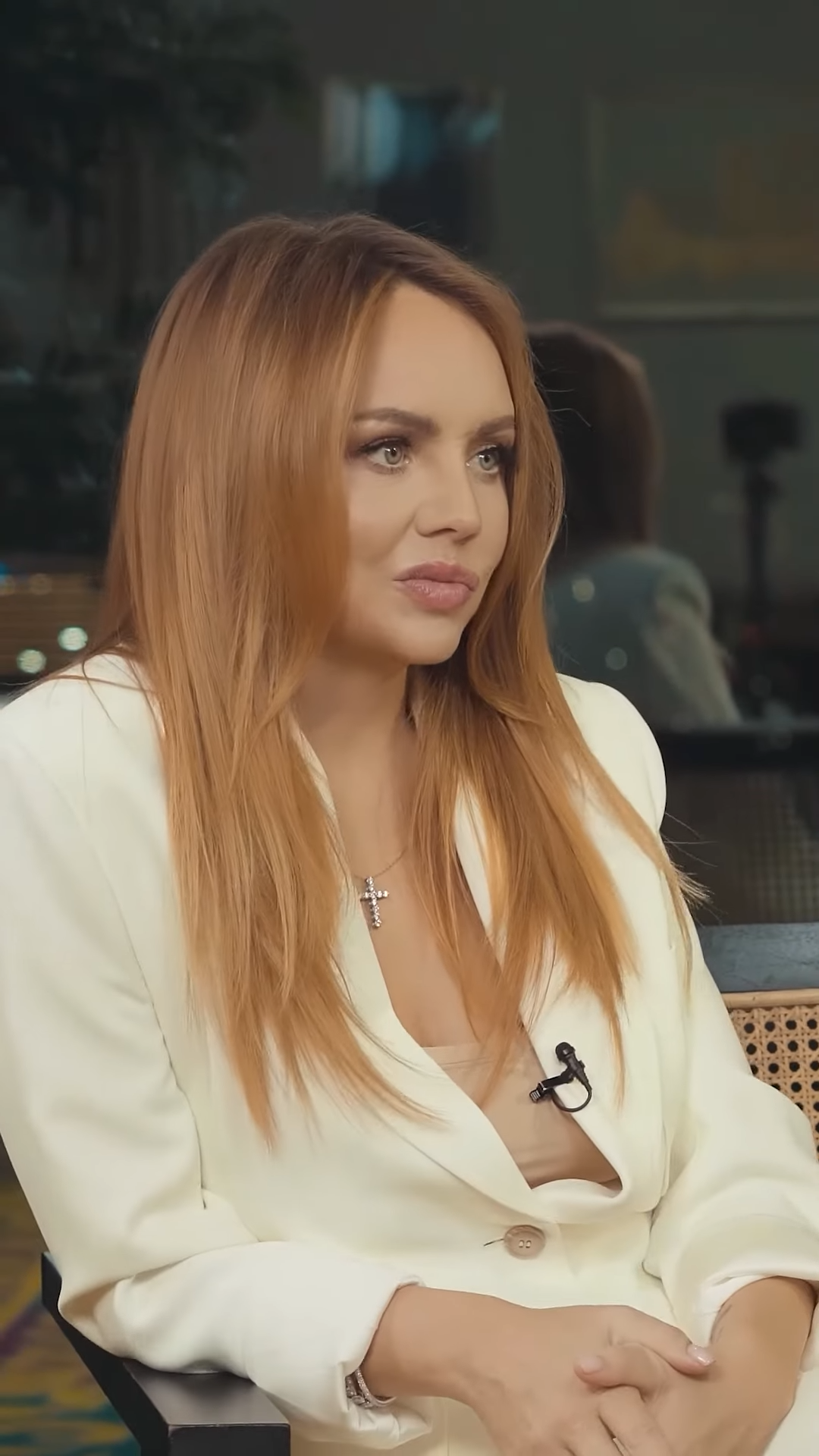
MakSim (2024)

MakSim (früher auch Maxi-M, russisch МакSи́м, bürgerlich Марина Сергеевна Абросимова Marina Sergejewna Abrossimowa; * 10. Juni 1983 in Kasan) ist eine russische Popsängerin, Autorin und Musikproduzentin.

## Leben
Nach eigenen Angaben hatte MakSim bis zum 28. März 2006 mehr als 1.500.000 lizenzierte Kopien ihres Debüt-Albums Schwieriges Alter (Трудный возраст) verkauft. 
Im Oktober 2008 heiratete sie auf Bali den Sänger Alexei Lugowzow. Am 8. März 2009 wurde ihre erste Tochter geboren. Im März 2011 folgte die Scheidung. 2014 wurde ihre zweite Tochter geboren. Ihr Vater ist der Sankt-Petersburger Geschäftsmann Anton Petrov.
Ihr Künstlername stammt vom Namen ihres Bruders, Maxim.

## Diskografie

### Alben
- 2006: Трудный возраст (Schwieriges Alter)
- 2007: Мой рай (Mein Paradies)
- 2009: Одиночка (Einzelgängerin)
- 2013: Другая реальность (Eine andere Realität)
- 2015: Хорошо
- 2018: Полигамность

### Singles
- 2005: Трудный возраст (Schwieriges Alter)
- 2005: Нежность (Zärtlichkeit)
- 2006: Отпускаю (Ich lasse los)
- 2007: Знаешь ли ты (Weißt du?)
- 2007: Ветром стать (Wind werden)
- 2007: Наше лето (Unsere Sommer) (feat. Basta)
- 2007: Мой рай (Mein Paradies)
- 2008: Научусь летать (Ich werde fliegen lernen)
- 2008: Лучшая ночь (Beste Nacht)
- 2009: Не отдам (Ich gebe nicht weg)
- 2009: Небо, засыпай (Himmel, schlaf ein!) (feat. Ligalize)
- 2009: На радиоволнах (Auf den Radiowellen)
- 2009: Дорога (Weg)
- 2010: Весна (Frühling)
- 2010: Дождь (Regen)
- 2011: Как летать (Wie man fliegt)
- 2011: Осколки (Scherben)
- 2011: Любовь – это яд (Liebe ist Gift)
- 2012: Одиночка (Einzelgängerin)
- 2012: Живи (Lebe!) (feat. Animal Jazz)
- 2012: Это же я (Das bin doch ich)
- 2012: Колыбельная (Wiegenlied)
- 2013: Небо-самолеты (Himmel – Flugzeuge)
- 2013: Я ветер (Ich bin der Wind)
- 2013: Другая реальность (Eine andere Realität)
- 2013: Я буду жить (Ich werde leben)
- 2014: Ты говоришь (Du sagst)
- 2018: Здесь и сейчас
- 2021: Спасибо
- 2021: Заведи
- 2022: Отпускаю (mit Egor Kreed)
- 2022: Знаешь ли ты (mit Dima Bilan)

### DVDs
- 2006: Трудный возраст: первый концерт в Москве (Schwieriges Alter: Erstes Konzert in Moskau)
- 2008: Концерт в Олимпийском 22 марта 2008 (Konzert in Olimpijski vom 22. März 2008)